# Mardonius sculpturatus
Mardonius sculpturatus är en mångfotingart som beskrevs av Carl Graf Attems 1914. Mardonius sculpturatus ingår i släktet Mardonius och familjen Spirostreptidae. Inga underarter finns listade i Catalogue of Life.